# Durian (roślina)
Durian (Durio Adans.) – rodzaj roślin z rodziny ślazowatych Malvaceae, według niektórych systemów (np. Reveala) zaliczany do rodziny wełniakowatych (Bombaceae). Obejmuje 28 uznanych gatunków występujących w południowo-wschodniej Azji – w Mjanmie, Tajlandii, Malezji i Indonezji, a jako rośliny introdukowane, także w innych krajach od Indii po Filipiny. Dziewięć gatunków wytwarza jadalny owoc zwany durianem, a najpopularniejszym gatunkiem jest durian właściwy. Gatunkiem typowym rodzaju jest durian właściwy (Durio zibethinus L.)

## Morfologia
Wiecznie zielone drzewa o pojedynczych, eliptycznych, łuskowatych i zielonych liściach bez połysku. Kwiaty silnie pachnące, zwykle kremoworóżowe. 

## Systematyka
Pozycja systematyczna według APweb (2001...) (aktualizowany system APG IV z 2016)
Rodzaj z podrodziny Helicteroideae w obrębie ślazowatych Malvaceae, wchodzących w skład ślazowców z kladu różowych.
Pozycja w systemie Reveala (1993–1999)
Gromada okrytonasienne (Magnoliophyta Cronquist, podgromada Magnoliophytina Frohne & U. Jensen ex Reveal, klasa Rosopsida Batsch, podklasa ukęślowe (Dilleniidae Takht. ex Reveal & Tahkt.), nadrząd Malvanae Takht., rząd ślazowce (Malvales Dumort.), podrząd Malvineae Rchb., rodzina wełniakowate (Bombacaceae Kunth), plemię Durioneae K. Schum. in Engl. & Prantl, podplemię Durioninae Benth, rodzaj durian (Durio Rumph. ex Adans.).
Wykaz gatunków
- Durio affinis Becc.
- Durio beccarianus Kosterm. & Soegeng
- Durio bruneiensis Kosterm.
- Durio bukitrayaensis Kosterm.
- Durio burmanicus Soegeng
- Durio carinatus Mast.
- Durio connatus Priyanti
- Durio crassipes Kosterm. & Soegeng
- Durio dulcis Becc.
- Durio gerikensis M.N.Faizal, Besi, Latiff & Hadrul
- Durio graveolens Becc.
- Durio kinabaluensis Kosterm. & Soegeng
- Durio kutejensis (Hassk.) Becc.
- Durio lanceolatus Mast.
- Durio lissocarpus Mast.
- Durio lowianus Scort. ex King
- Durio macrantha Kosterm.
- Durio macrolepis Kosterm.
- Durio macrophyllus (King) Ridl.
- Durio malaccensis Planch. ex Mast.
- Durio oblongus Mast.
- Durio oxleyanus Griff.
- Durio pinangianus (Becc.) Ridl.
- Durio purpureus Kosterm. & Soegeng
- Durio singaporensis Ridl.
- Durio testudinarius Becc.
- Durio wyatt-smithii Kosterm.
- Durio zibethinus L. – durian właściwy